# سيرجيو ماكن
سيرجيو ماكن هو لاعب كرة قدم كرواتي (وحمل سابقاً جنسية يوغوسلافيا) في مركز الوسط، ولد في 6 يوليو 1952 في رييكا في كرواتيا. لعب مع نادي رييكا ونادي زغرب.